# Nauru na Igrzyskach Wspólnoty Narodów 1998
Reprezentacja Nauru na Igrzyskach Wspólnoty Narodów 1998 liczyła siedmiu zawodników. Trzy złote medale dla Nauru zdobył sztangista Marcus Stephen.
Był to trzeci start tego państwa na Igrzyskach Wspólnoty Narodów (pierwszy raz reprezentacja wystartowała 8 lat wcześniej w Auckland).

## Delegacja
Oprócz zawodników w skład ekipy weszli: Dan  Botelanga, Trent Dabwido, Quincy Detenamo, John Demaunga, Tedwyne Olsson oraz trener Paul Coffa.

## Medaliści
| Medal                | Zawodnik             | Konkurencja                         | Rezultat             |
| Podnoszenie ciężarów | Podnoszenie ciężarów | Podnoszenie ciężarów                | Podnoszenie ciężarów |
| -------------------- | -------------------- | ----------------------------------- | -------------------- |
| Złoto                | Marcus Stephen       | do 62 kilogramów mężczyzn - rwanie  | 125 kg               |
| Złoto                | Marcus Stephen       | do 62 kilogramów mężczyzn - podrzut | 167,5 kg             |
| Złoto                | Marcus Stephen       | do 62 kilogramów mężczyzn - dwubój  | 292,5 kg             |

## Skład reprezentacji

### Lekkoatletyka
Mężczyźni
| Konkurencja   | Zawodnik    | Eliminacje | Ćwierćfinał   | Ćwierćfinał   | Półfinał      | Półfinał      | Finał         | Finał         |
| Konkurencja   | Zawodnik    | Rezultat   | Pozycja       | Rezultat      | Pozycja       | Rezultat      | Pozycja       | Rezultat      |
| ------------- | ----------- | ---------- | ------------- | ------------- | ------------- | ------------- | ------------- | ------------- |
| Bieg na 100 m | Aneri Canon | 11,27      | Nie awansował | Nie awansował | Nie awansował | Nie awansował | Nie awansował | Nie awansował |
| Bieg na 200 m | Aneri Canon | 23,17      | Nie awansował | Nie awansował | Nie awansował | Nie awansował | Nie awansował | Nie awansował |

### Podnoszenie ciężarów
Mężczyźni
| Zawodnik        | Kat. wagowa | Rwanie (kg) | Rwanie (kg) | Podrzut (kg) | Podrzut (kg) | Dwubój (kg) | Dwubój (kg) |
| Zawodnik        | Kat. wagowa | Wynik       | Miejsce     | Wynik        | Miejsce      | Wynik       | Miejsce     |
| --------------- | ----------- | ----------- | ----------- | ------------ | ------------ | ----------- | ----------- |
| Marcus Stephen  | -62 kg      | 125         | 1           | 167,5        | 1            | 292,5       | 1           |
| Daniel Diringa  | -85 kg      | 120         | 9           | 147,5        | 10           | 267,5       | 10          |
| Rodin Thoma     | - 94 kg     | 137,5       | 7           | 177,5        | 4            | 315         | 6           |
| Gerard Garabwan | - 105 kg    | 125         | 10          | 170          | 8            | 295         | 8           |
| Isca Kam        | + 105 kg    | 142,5       | 6           | 187,5        | 5            | 330         | 5           |
| Kemp Detenamo   | + 105 kg    | 135         | 9           | 177,5        | 6            | 312,5       | 7           |